# 비포 선라이즈
비포 선라이즈(Before Sunrise)은 1995년 공개된 로맨스 드라마 영화이다. 리처드 링클레이터 감독의 비포 시리즈 영화 중 첫 번째 작품이다. 공간적 배경은 오스트리아 빈이며, 시간적 배경은 1994년이다.

## 줄거리
부다페스트에서 기차를 탄 프랑스인 셀린(Céline)은 기차안에서 미국인 제시(Jesse)를 만난다. 짧은 대화 후 제시는 셀린에게 비엔나에서 같이 밤을 보내는게 어떻냐고 제안하고 둘은 함께 기차에서 내리는데.. 
영화는 둘이 기차에서 처음 만난 순간부터 다음 날 다시 헤어지는 순간까지 만 하루 동안의 이야기를 그린다.

## 출연진
- 이선 호크 - 제시
- 줄리 델피 - 셀린

## 한국판 성우진(SBS)
- 김영선 - 제시(에단 호크)
- 서혜정 - 셀린(줄리 델피)